# 拉肯聖母教堂

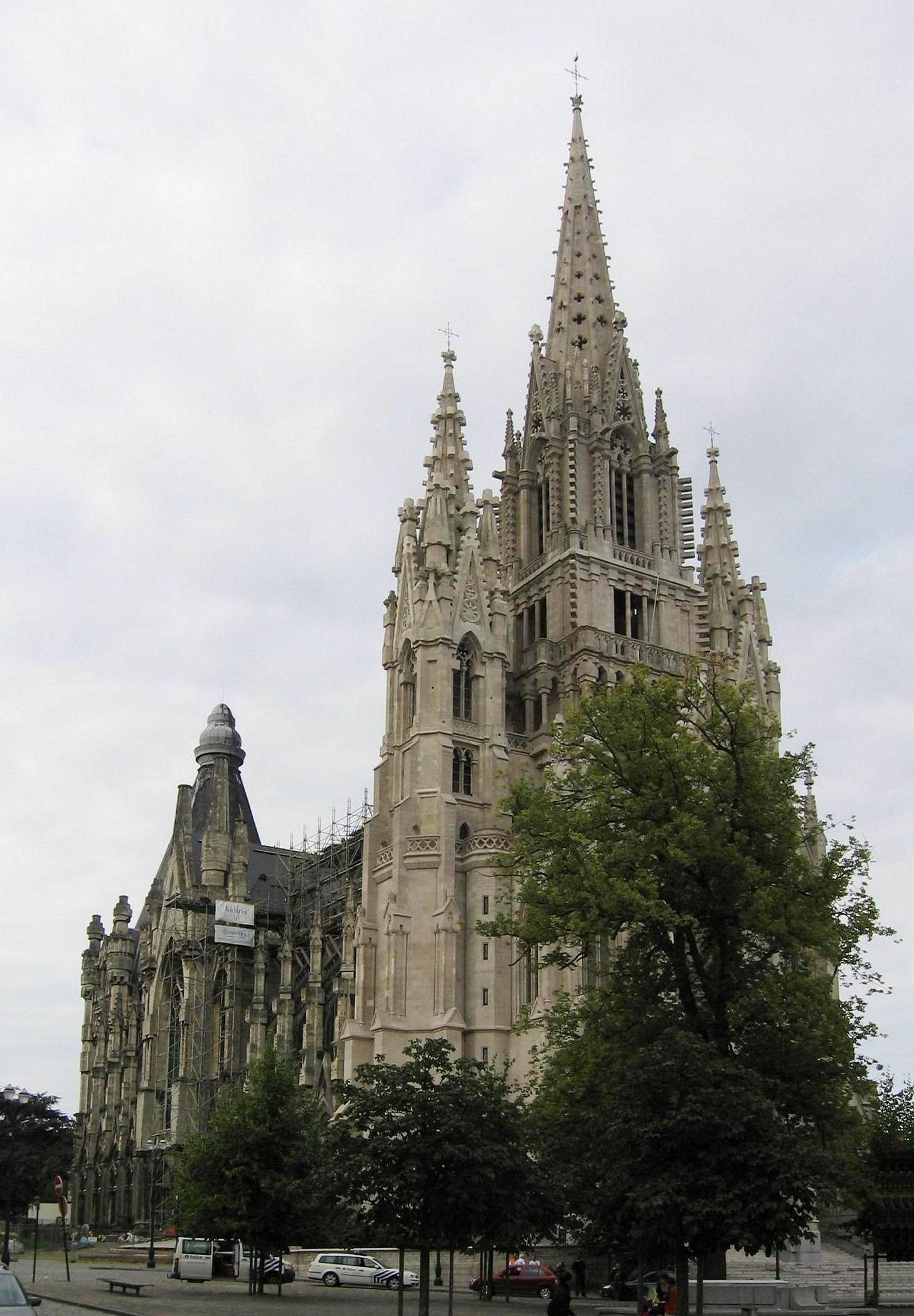
拉肯聖母教堂

拉肯聖母教堂（法語：Église Notre-Dame de Laeken）是位於比利時首都布魯塞爾拉肯的一座羅馬天主教的教堂，外觀為新哥特式建築。教堂的設計者是Joseph Poelaert，他的另一著名作品是布魯塞爾法院。